# 布里格斯峰
布里格斯峰（英語：Briggs Peak）是南極洲的山峰，座標68°59′S 66°42′W，位於葛拉漢地的法利埃海岸，處於沃迪冰架東北部，海拔高度1,120米（3,670英尺），由英國探險隊繪入地圖，現時由南極條約體系管理。